# Alma (cantante)
Alexandra Maquet más conocida como Alma (n. Lyon, Francia, 27 de septiembre de 1988) es una cantante, compositora de género Pop y economista francesa.
El día 9 de febrero de 2017 fue elegida con la canción "Requiem" como representante de Francia en el Festival de la Canción de Eurovisión 2017, que tuvo lugar el 13 de mayo en la ciudad de Kiev, Ucrania y donde sucedió al cantante Amir Haddad.

## Biografía
De nombre completo es Alexandra Maquet. Nació y creció en la ciudad de Lyon. Tiene dos hermanas más pequeñas que ella.
Cuando era niña estuvo viviendo junto a su familia en Estados Unidos, Italia y Brasil.
Desde pequeñita canta y toca el piano. A los 21 empezó a componer sus propias canciones y gracias al apoyo recibido por parte de su familia, se animó a publicar sus primeros temas en las redes sociales, donde tuvo muy buena aceptación.
Tras el paso de los años, se ha llegado a graduar con el título en Economía.
Al terminar sus estudios superiores, ha estado viviendo en lugares como Bruselas, Los Ángeles, Miami, São Paulo y durante un año en Milán.
Posteriormente se traslada definitivamente a París, para comenzar su carrera profesional en el mundo de la música.
Allí en París se matriculó en la escuela Acp La Manufacture Chanson, para mejorar y perfeccionar su técnica compositora y vocal. Como nombre artístico escogió el de Alma.
Pronto consiguió empezar a dar actuaciones en diversas salas musicales parisinas como las populares Connétable o Les Trois Baudets.
Entre 2013 y 2014 formó parte del elenco musical del programa de televisión Les Chansons d'abord, presentado por Natasha Saint-Pier (Representante en Eurovisión 2001) y emitido por France 3 y La Une en Bélgica.
Al poco tiempo comenzó a trabajar conjuntamente con el destacado compositor Nazim Khaled y rápidamente en 2016, firmó un contrato discográfico con Warner Music Group (WMG). 
El 10 de junio, ya lanzó el que ha sido su primer sencillo titulado "La chute est lente" y que logró una gran aceptación por parte del público en el mercado digital, al igual que su segundo sencillo "Ivre", lanzado el 9 de noviembre.
También en esa época fue telonera de Amir Haddad después de su paso por Eurovisión celebrado en Estocolmo y además colaboró en el tercer álbum de Claudio Capéo.
El día 9 de febrero de 2017, Alma fue anunciada por el canal público France 2, como la nueva representante de Francia en el Festival de la Canción de Eurovisión 2017 que se celebrará en la ciudad de Kiev, Ucrania.
Como Francia pertenece al grupo de países pertenecientes al Big Five, Alma actuará directamente en la gran final.
La canción que utilizará en el festival, es titulada "Requiem", está escrita por Nazim Khaled y fue lanzada por Warner Music el 13 de enero. Su candidatura fue presentada oficialmente en la edición nº32 del prestigioso evento Victoires de la musique.